# (1732) Heike
(1732) Heike es un asteroide perteneciente al cinturón de asteroides descubierto por Karl Wilhelm Reinmuth el 9 de marzo de 1943 desde el observatorio de Heidelberg-Königstuhl, Alemania.

## Designación y nombre
Heike fue designado al principio como 1943 EY.
Posteriormente se nombró en honor de Heike Neckel, una nieta del astrónomo alemán Alfred Bohrmann (1904-2000).

## Características orbitales
Heike está situado a una distancia media de 3,013 ua del Sol, pudiendo alejarse hasta 3,345 ua y acercarse hasta 2,68 ua. Su inclinación orbital es 10,79° y la excentricidad 0,1103. Emplea 1910 días en completar una órbita alrededor del Sol.